# Белов, Ким Николаевич
Ким Никола́евич Бело́в (26 марта 1979, Лыткарино, Московская область, РСФСР, СССР) — российский сценарист, режиссёр и журналист, директор по стратегическим коммуникациям холдинга «СТС Медиа», в 2014—2016 годах — главный редактор журнала GQ Russia.

## Биография
В 2003 году окончил сценарный факультет ВГИКа. Ещё будучи студентом, в 2001 году стал автором сценария к короткометражному фильму «Утюг». Также является автором и соавтором сценариев к фильмам «Бумер. Фильм второй», «Отдамся в хорошие руки», «Война полов» и «Гоголь. Начало», а также пилота телесериала «Близкие».
С 1998 года работал в журнале «Вечерняя Москва», где писал рецензии на компьютерные игры. После выпуска из ВГИКа пришёл на сайт «Обозрение.ру», где вскоре стал главным редактором. Затем работал в журналах ОМ и «Fit for Fun», а позже редактором и заместителем главного редактора в журнале FHM. В 2004 году пришёл в GQ, где также был сначала редактором, а затем заместителем главреда. С апреля 2008 года Белов возглавлял журнал «Empire». После его закрытия в конце того же года Ким работал издателем журнала «ICONS», который был также закрыт в конце 2009 года. До назначения в GQ писал сценарии для ТВ-программ и продюсировал их.
C 1 мая 2014 года Ким Белов возглавлял российскую версию журнала GQ. Он сменил на этой должности Михаила Идова. 9 декабря 2016 года Ким Белов покинул свой пост. 20 декабря 2016 года его должность занял Игорь Гаранин.
С 13 июля 2017 года — директор по стратегическим коммуникациям холдинга «СТС Медиа».

## Личная жизнь
Женат, в 2007 году стал отцом тройняшек.

## Прочая активность
Является одним из лидеров андеграунд онлайн комьюнити "Вечерний даунтайм", поставивших своей целью - борьбу с предзаказами у издателей настольных игр в РФ.